# Deerfield Beach
Deerfield Beach – miasto w Stanach Zjednoczonych, w stanie Floryda, w hrabstwie Broward. Według spisu w 2020 roku liczy 86,9 tys. mieszkańców. Jest częścią obszaru metropolitalnego Miami.

## Demografia
W 2020 roku 46,8% stanowiły białe społeczności nielatynoskie, 27,5% to czarnoskórzy Amerykanie (w tym Afroamerykanie), 21,5% to Latynosi i 1,8% to Azjaci. 